# Aphelinoidea hyacinthus
Aphelinoidea hyacinthus är en stekelart som beskrevs av Girault 1938. Aphelinoidea hyacinthus ingår i släktet Aphelinoidea och familjen hårstrimsteklar. Inga underarter finns listade i Catalogue of Life.